# 너의 이름은. (음반)
《너의 이름은.》(일본어: 君の名は。 키미노 나와[*])은 RADWIMPS의 사운드트랙이다. 신카이 마코토 감독의 장편 애니메이션 영화 《너의 이름은.》을 위해 제작된 영화 음악이 수록되어있다. 일본에서 2016년 8월 24일 EMI 레코드(유니버설 뮤직)를 통하여 발매되었으며, 대한민국에는 2016년 12월 27일 발매되었다.
또한, 이 앨범에 수록된 주제가 4곡이 영어 가사 버전으로 발매된 싱글 앨범 《너의 이름은. English edition》가 있다.

## 제작
RADWIMPS는 2016년 8월 26일에 개봉된 신카이 마코토 감독의 장편 애니메이션 영화 《너의 이름은.》에서 모든 극중 음악을 담당하고 있으며, 이 음반은 노다 요지로, 쿠와하라 아키라, 타케다 유스케가 수록한 사운드트랙이다. 신카이가 영화의 각본을 쓰기 시작했을 무렵, 프로듀서에서 이번 작품의 음악은 누구와하고 싶은지에 대해 묻지않았고, 실현 가능성을 생각하지 않았으며, RADWIMPS를 좋아한다고 대답 한 것을 계기로 제안을 받았다. RADWIMPS는 제작 초기부터 이 영화에 참여, 주제가 4곡과 극중 음악 22곡 등 총 26곡을 제작했다.
지금까지 RADWIMPS는 보컬 기타 담당의 노다 요지로가 제작한 곡만 발표했지만, 이번 작품은 기타 담당의 쿠와하라 아키라와 베이스 담당의 타케다 유스케가 작곡한 곡도 수록되었다.
이번 작품은 첫회 한정반과 통상반의 2가지 형태로 발매되었다. 첫회 한정반에는 RADWIMPS와 신카이 대담 영상이나 신카이 인터뷰 영상, 노다에 위치한 스튜디오 라이브 영상이 담긴 DVD와 영화의 장면 사진과 밴드의 첫 공개 컷, 극반 피아노 악보가 게재되었다.
주제가 〈전전전세 (movie ver.)〉는 2016년 7월 5일 라디오 프로그램 《SCHOOL OF LOCK!》에서 온에어되었고, 같은 해 7월 25일부터 음악 전송 사이트에서 선행 전달되었다. 또한 뮤직 비디오는 같은 해 8월 19일 TV 아사히 계열의 《뮤직 스테이션》에서 첫 공개되고,  이날 유튜브에서도 공개되었다. 같은 해 8월 26일 방송된 《뮤직 스테이션 2 시간 스페셜》에서 RADWIMPS가 지상파 음악 프로그램에 첫 출연했다.
2017년에 영화가 북미와 캐나다에서도 개봉될 즈음, 노다는 〈전전전세〉 〈꿈의 등불〉 〈스파클〉 〈아무것도 아니야〉 등 여러 곡의 가사를 영어로 번역했고, 곡 이름도 〈Zenzenzense (English ver.)〉 〈Dream lantern (English ver.)〉 〈Sparkle (English ver.)〉 〈Nandemonaiya (English ver.)〉 등과 같이 영어로 번역했으며, 음반은 《君の名は。English edition》라는 이름으로 1월 27일에 발매했다. 2월 22일에는 CD가 일본에서 판매되었다. 또한, 미국에서는 《Your name. (deluxe edition / Original Motion Picture Soundtrack)》라는 이름으로 3월 10일에 미국에서 발매되었다.

## 차트 성적

### 오리콘 차트
8월 23일자 오리콘 데일리 앨범 랭킹에서 1.7만매로 매상 1위를 차지했으며, 9월 5일자 오리콘 주간 앨범 랭킹에서는 5.8 만매로 매상 1위를 차지했다. 또한 다음주 9월 12일자도 3.9만매로 매상 선두를 지키고 첫 2주 연속 1위라는 기록을 세웠다. 2014년 당시 애니메이션 사운드 트랙 주간 1위로 차지했던 《겨울왕국》을 2년만에 제치고 1위를 차지했다.
|                                               | 순위 | 매상매수  |
| --------------------------------------------- | ---- | --------- |
| 1주째 (8월 22일 ~ 28일 집계, 9월 5일자)       | 1위  | 5만7878매 |
| 2주째 (8월 29일 ~ 9월 4일 집계, 9월 12일자)   | 1위  | 3만8722매 |
| 3주째 (9월 5일 ~ 11일 집계, 9월 19일자)       | 2위  | 4만8190매 |
| 4주째 (9월 12일 ~ 18일 집계, 9월 26일자)      | 2위  | 4만0711매 |
| 5주째 (9월 19일 ~ 25일 집계, 10월 3일자)      | 3위  | 3만5101매 |
| 6주째 (9월 26일 ~ 10월 2일 집계, 10월 10일자) | 4위  | 2만5190매 |
| 7주째 (10월 3일 ~ 9일 집계, 10월 17일자)      | 6위  | 1만7697매 |
| 8주째 (10월 10일 ~ 16일 집계, 10월 24일자)    | 4위  | 1만7091매 |
| 9주째 (10월 17일 ~ 23일 집계, 10월 31일자)    | 6위  | 1만3603매 |
| 10주째 (10월 24일 ~ 30일 집계, 11월 7일자)    | 8위  | 1만0917매 |

8월에도 월간 앨범 랭킹에서 1위를 차지했다. 지금까지 최고 기록이었던 《아루토코로니노 데이리》의 월간 2위를 제치고, 첫 월간 1위를 차지했다. 또한 9월에서도 1위를 차지하며 2개월 연속 1위라는 기록을 세웠다.

### 빌보드 재팬
| 차트           | 최고순위 |
| -------------- | -------- |
| 핫 앨범        | 01       |
| 인기 앨범 판매 | 01       |

| 제목            | 최고순위 | 최고순위      |
| 제목            | 핫 100   | 핫 애니메이션 |
| --------------- | -------- | ------------- |
| 전전전세        | 01       | 01            |
| 아무것도 아니야 | 04       | 02            |
| 스파클          | 04       | 02            |
| 꿈의 등불       | 07       | 04            |
| Zenzenzense     | 20       | 05            |

| 차트           | 순위 |
| -------------- | ---- |
| 핫 앨범        | 02   |
| 인기 앨범 판매 | 06   |

| 제목            | 순위   | 순위          | 순위      |
| 제목            | 핫 100 | 핫 애니메이션 | 라디오 송 |
| --------------- | ------ | ------------- | --------- |
| 전전전세        | 02     | 01            | 01        |
| 아무것도 아니야 | 35     | 04            | -         |
| 스파클          | 43     | 06            | -         |
| 꿈의 등불       | 83     | 11            | -         |

### 그 외
또한, 이 앨범의 관련 곡이 각 전송 사이트에서 사상 첫 51관왕을 기록했다. iTunes 주간 앨범 차트에서 3주 연속 1위를 차지, iTunes 주간 송 랭킹에서는 이번 작품에 수록되어있는 곡이 2주 연속 1위부터 4위까지의 기록을 차지했다. 같은 아티스트의 곡이 1위부터 4위까지 차지하는 것은 사상 처음이다.
〈전전전세〉는 일본음악저작권협회(JASRAC)의 저작권 사용료 분배 금액(국내 작품) 랭킹 2017년도 연간 8위를 차지했다.

## 수록곡

### 너의 이름은.
| #            | 제목                                                           | 작사         | 작곡                       | 재생 시간 |
| ------------ | -------------------------------------------------------------- | ------------ | -------------------------- | --------- |
| 1.           | 〈꿈의 등불〉 (夢灯籠)                                         | 노다 요지로  | 노다 요지로                | 2:11      |
| 2.           | 〈미츠하의 통학〉 (三葉の通学)                                 |              | 노다 요지로                | 1:08      |
| 3.           | 〈이토모리 고교〉 (糸守高校)                                   |              | 노다 요지로                | 1:51      |
| 4.           | 〈처음 온 도쿄〉 (はじめての、東京)                            |              | 노다 요지로                | 1:19      |
| 5.           | 〈동경하는 카페〉 (憧れカフェ)                                 |              | 쿠와하라 아키라            | 1:32      |
| 6.           | 〈오쿠데라 선배 테마〉 (奥寺先輩のテーマ)                      |              | 노다 요지로                | 2:07      |
| 7.           | 〈두 사람의 이변〉 (ふたりの異変)                              |              | 쿠와하라 아키라            | 2:36      |
| 8.           | 〈전전전세(전전전생) (movie ver.)〉 (前前前世 (movie ver.))    | 노다 요지로  | 노다 요지로                | 4:45      |
| 9.           | 〈신체〉 (御神体)                                              |              | 노다 요지로                | 3:28      |
| 10.          | 〈데이트〉 (デート)                                            |              | 노다 요지로                | 4:05      |
| 11.          | 〈가을축제〉 (秋祭り)                                          |              | 노다 요지로                | 1:08      |
| 12.          | 〈기억을 불러일으키는 타키〉 (記憶を呼び起こす瀧)              |              | 노다 요지로                | 1:43      |
| 13.          | 〈히다 방문〉 (飛騨探訪)                                       |              | 노다 요지로                | 1:32      |
| 14.          | 〈사라진 마을〉 (消えた町)                                     |              | 타케다 유스케              | 1:55      |
| 15.          | 〈도서관〉 (図書館)                                            |              | 타케다 유스케              | 1:43      |
| 16.          | 〈여관의 밤〉 (旅館の夜)                                       |              | 노다 요지로, 타케다 유스케 | 1:33      |
| 17.          | 〈다시 한 번 신체로〉 (御神体へ再び)                           |              | 노다 요지로                | 2:23      |
| 18.          | 〈쿠치카미자케 여행〉 (口噛み酒トリップ)                       |              | 노다 요지로                | 2:55      |
| 19.          | 〈작전회의〉 (作戦会議)                                        |              | 노다 요지로                | 2:24      |
| 20.          | 〈이장 설득〉 (町長説得)                                       |              | 타케다 유스케              | 2:49      |
| 21.          | 〈미츠하의 테마〉 (三葉のテーマ)                               |              | 노다 요지로                | 4:06      |
| 22.          | 〈보이지 않는 두 사람〉 (見えないふたり)                       |              | 노다 요지로                | 0:53      |
| 23.          | 〈반쪽 시간〉 (かたわれ時)                                     |              | 노다 요지로                | 2:50      |
| 24.          | 〈스파클 (movie ver.)〉 (スパークル (movie ver.))              | 노다 요지로  | 노다 요지로                | 8:57      |
| 25.          | 〈데이트 2〉 (デート２)                                        |              | 노다 요지로                | 2:09      |
| 26.          | 〈아무것도 아니야 (movie edit)〉 (なんでもないや (movie edit)) | 노다 요지로  | 노다 요지로                | 3:16      |
| 27.          | 〈아무것도 아니야 (movie ver.)〉 (なんでもないや (movie ver.)) | 노다 요지로  | 노다 요지로                | 5:43      |
| 총 재생 시간 | 총 재생 시간                                                   | 총 재생 시간 | 총 재생 시간               | 73:01     |

### 너의 이름은. English edition
| #            | 제목                             | 재생 시간 |
| ------------ | -------------------------------- | --------- |
| 1.           | 〈Dream lantern (English ver.)〉 | 2:09      |
| 2.           | 〈Zenzenzense (English ver.)〉   | 4:37      |
| 3.           | 〈Sparkle (English ver.)〉       | 6:49      |
| 4.           | 〈Nandemonaiya (English ver.)〉  | 5:42      |
| 총 재생 시간 | 총 재생 시간                     | 19:17     |

## 인증
| 국가                                                  | 인증        | 판매량/출하량 |
| ----------------------------------------------------- | ----------- | ------------- |
| 일본 (RIAJ) Physical                                  | 2× 플래티넘 | 500,000^      |
| 일본 (RIAJ) Digital                                   | 골드        | 100,000*      |
| *판매량을 기반으로 한 인증 ^출하량을 기반으로 한 인증 |             |               |

## 같이 보기
- 너의 이름은. (소설)